# Jesenikia filiformis
Jesenikia filiformis är en urinsektsart som beskrevs av Josef Rusek 1997. Jesenikia filiformis ingår i släktet Jesenikia och familjen Isotomidae. Arten är reproducerande i Sverige. Inga underarter finns listade i Catalogue of Life.